# Alpe d'Huez
Alpe d'Huez er en by i cirka 1.860 meters højde i de franske alper. Byen ligger i kommunen Huez i Isère départementet i Romanche-dalen og er en del af det store skiområde Les Grandes Rousses. Der er 32.500 sengepladser i 2018 til turister i Alpe d'Huez by. Skiområdet begyndte i 1936 med åbningen af den første skilift. Alpe d'Huez er i sommerperioden et feriemål for personer, der ønsker at cykle eller vandre i terrænet. I 2018 boede der 1.700 indbyggere permanent i byen.
Alpe d'Huez var værtsby for bobslædekonkurrencerne under Vinter-OL i 1968, hvor der blev bygget en bobslædebane med en længde på 1.500 meter.
Alpe d'Huez er kendt for dets medvirken i det store cykelløb Tour de France, hvor det har fået status som et af cykelsportens mest prestigefulde bjergetaper at vinde.

## Galleri
- Alpe-d'Huez i 2008
- Huez by og Alpe-d'Huez højere oppe i terrænet i 2014
- Alpe-d'Huez i 1940
- Alpe-d'Huez i 1957
- Carlos Sastre ved Tour de France 2008
- Vinter på Alpe-d'Huez i 2009
- Altiport Alpe-d'Huez

## Vintersport
Alpe d'Huez er en del af det store skiområde Les Grandes Rousses. Skisporten i Alpe d'Huez begyndte i 1936, da det franske firma Poma åbnede områdets første skilift. Det resulterede i et boom i turismen, og Alpe d'Huez blev på baggrund af dets stejle pister set som et alternativ til det populære skiområde Courchevel.
Skiområdet, som Alpe d'Huez er en del af, har i alt 249 pistekilometer og er blandt verdens største skiområder. Området, Les Grandes Rousses, ligger i en højde på 1.250 til 3.330 meter over havets overflade og har et vertikalt fald på 2.080 højdemeter. Skiløb fra Pic Blanc og Dome de Petites Rousses kan inkludere en 50-graders hældning på Cherminees du Mascle couloirs.

## Bjergvejen
Den del af bjergvejen som kendes fra cykelsport går fra ca. 722/723 m.o.h. til 1.840 m.o.h. svarende til en stigning på 1.118 højdemeter.
Indtil 1881 kunne kun mennesker og muldyr vandre op til Alpe d'Huez. Stien var kun 2 til 3 meter bred, meget stejl og med pludselige ændringer i retning, hvilket gjorde turen vanskelig. Lidt efter lidt, sektion for sektion, blev dette muldyrsspor forbedret fra Bourg d'Oisans til La Garde i 970 m.o.h. Derefter til lidt over La Garde for at nå den fjerne side af byen Huez i 1905. Huez begyndte at tiltrække rejsende, især om sommeren, hvor den nybyggede vej gav adgang, så snart sneen var ryddet. En lokal mand tilbød at transportere mennesker og varer mellem Bourg d'Oisans i dalen og Huez. Det tog 2,5 timer på hesteryg.
Minedrift på bjerget fik stor betydning for vejens tilblivelse. Brug af biler blev efterhånden mere udbredt, og turismen begyndte langsomt at udvikle sig. Bestræbelserne med at udvide vejen fra Huez til Alpe d'Huez fortsatte. Takket være støtte fra formanden for det lokale råd, blev der i 1926 tilvejebragt en 4 meter bred vej. 1935 var et afgørende år for vejen op til Alpe d'Huez, da der på grund af en indsats fra en minister for offentlige arbejder på det tidspunkt skete det, at vejen blev udvidet fra 4 til 7 meters bredde, og der blev regelmæssigt ryddet sne for at give uhindret adgang til glæden ved vintersport. Alpe d'Huez var i 1968 vært for bobslæde-arrangementet ved Grenoble Vinter-OL og for at klare den medfølgende trafik, blev vejen igen udvidet - denne gang fra 7 til 9 meter. Vejen fra 1967, forinden de olympiske vinterlege i 1968, er den vej vi kender i dag - med den oprindelige hældning bevaret.

## Tilblivelsen
Skisportsstedet havde sin store vækst i 1950'erne og blev arketypen for anden generations skisportssteder i Frankrig. Byer, som er anlagt med formålet skiturisme.
I 1962 udvides liftsystemet, så det går op i 3.330 m.o.h. til bjerget Pic Blanc.
Flyvepladsen ved Alpe d'Huez indvies i 1967. Altiport de l'Alpe d'Huez.
I 1986 var der 25.000 sengepladser til turister og 1.201 indbyggere.

## Tour de France
Alpe d'Huez er blandt de mest berømte bjerge, der indgår i cykelløbet Tour de France. Selvom det hverken er det højeste eller stejleste bjerg i Tour'en, er det en af de mest prestigefulde etapesejre en cykelrytter kan opnå på et bjerg. Året 1976 var kun anden gang stigningen var med på Tour-ruten, siden den blev introduceret i 1952. Stigningen op til Alpe d'Huez er 13,8 km lang med en gennemsnitlig stigningsprocent på 8,1 %. Den er især kendt for sine karakteristiske 21 hårnålesving, hvor man kan se fra den ene terrasse til den anden.
I 2004 blev der utraditionelt kørt en bjergenkeltstart op af Alpe d'Huez-stigningen. På enkeltstarten blev rekorden for bedste tid op ad bjerget ikke slået. Den indehaves stadig af den nu afdøde Marco Pantani, som i 1995 kørte solo hele vejen til top i tiden 36' 50", efter forinden at kørt over tre bjergpas uden for kategori på en etape på 162,5 km.
Alpe d'Huez bliver også kaldt for Hollænderbjerget, på grund af de mange hollandske sejre i 70'erne. Vejkanterne er stadig fuld af hollandske tilskuere, som holder traditionen i hævd, selvom der ikke har været en hollandsk vinder siden Theunisse i 1989. Hver eneste etapevinder på Alpe d'Huez har fået et af svingene opkaldt efter sig. Da man i 2001 kørte op for 22. gang, var man nødt til at begynde forfra, så der i nogle sving nu er to mindeplader over bjergets sejrherrer.

### Hurtigste tider
Følgende er baseret på 13,8 Kilometer:
| Nr | Tid     | Navn             | År   | Land     |
| -- | ------- | ---------------- | ---- | -------- |
| 1  | 36' 50" | Marco Pantani    | 1995 | Italien  |
| 2  | 36' 55" | Marco Pantani    | 1997 | Italien  |
| 3  | 37' 15" | Marco Pantani    | 1994 | Italien  |
| 4  | 37' 41" | Jan Ullrich      | 1997 | Tyskland |
| 5  | 38' 00" | Lance Armstrong  | 2001 | USA      |
| 6  | 38' 10" | Miguel Indurain  | 1995 | Spanien  |
| 7  | 38' 10" | Alex Zülle       | 1995 | Schweiz  |
| 8  | 38' 12" | Bjarne Riis      | 1995 | Danmark  |
| 9  | 38' 22" | Richard Virenque | 1997 | Frankrig |
| 10 | 38' 36" | Andreas Klöden   | 2006 | Tyskland |

Note: 2001 fremgår med overstreget skrift, da Lance Armstrongs etapesejre sidenhen er blevet annulleret pga. doping.

Note: I 2004 blev der kørt bjergenkeltstart på en Alpe d'Huez. Tiderne herfra er ikke vist.

### Etapevindere
| År    | Navn               | Land           | Hold              |
| ----- | ------------------ | -------------- | ----------------- |
| 2022  | Tom Pidcock        | Storbritannien | Ineos Grenadiers  |
| 2018  | Geraint Thomas     | Storbritannien | Team Sky          |
| 2015  | Thibaut Pinot      | Frankrig       | FDJ               |
| 2013  | Christophe Riblon  | Frankrig       | Ag2r-La Mondiale  |
| 2011  | Pierre Rolland     | Frankrig       | Team Europcar     |
| 2008  | Carlos Sastre      | Spanien        | Team CSC          |
| 2006  | Fränk Schleck      | Luxembourg     | Team CSC          |
| 2003  | Iban Mayo          | Spanien        | Euskaltel-Euskadi |
| 1999  | Giuseppe Guerini   | Italien        | Team Telekom      |
| 1997  | Marco Pantani      | Italien        | Mercatone Uno     |
| 1995  | Marco Pantani      | Italien        | Carrera           |
| 1994  | Roberto Conti      | Italien        |                   |
| 1992  | Andrew Hampsten    | USA            | Motorola          |
| 1991  | Gianni Bugno       | Italien        |                   |
| 1990  | Gianni Bugno       | Italien        |                   |
| 1989  | Gert-Jan Theunisse | Holland        | PDM-Concorde      |
| 1988  | Steven Rooks       | Holland        |                   |
| 1987  | Federico Echave    | Spanien        | Kelme             |
| 1986  | Bernard Hinault    | Frankrig       | La Vie Claire     |
| 1984  | Luis Herrera       | Colombia       |                   |
| 1983  | Peter Winnen       | Holland        |                   |
| 1982  | Beat Breu          | Schweiz        |                   |
| 1981  | Peter Winnen       | Holland        |                   |
| 1979* | Joop Zoetemelk     | Holland        |                   |
| 1979* | Joaquim Agostinho  | Portugal       |                   |
| 1978  | Hennie Kuiper      | Holland        |                   |
| 1977  | Hennie Kuiper      | Holland        |                   |
| 1976  | Joop Zoetemelk     | Holland        |                   |
| 1952  | Fausto Coppi       | Italien        |                   |

*I 1979 var der to afslutninger på l'Alpe d'Huez.
Note: Årene 2001 og 2004 fremgår ikke, da Lance Armstrongs etapesejre sidenhen er blevet annulleret.
Bjerget benyttes også ind i mellem i andre store cykelløb som Critérium du Dauphiné.